# 罗伯特·让杰勒德
罗伯特·尤金·让杰勒德（英語：Robert Eugene Jeangerard，1933年6月20日—2014年7月5日），美国前男子篮球运动员。他曾代表美国队参加1959年世界篮球锦标赛，获得亚军。他也参加了1956年夏季奥运会，结果获得冠军。